# جيرالد براون
جيرالد براون (بالإنجليزية: Gerald Browne)‏ (14 مايو 1850 - 6 يوليو 1910 في جمهورية أيرلندا) هو لاعب كريكت بريطاني (وحمل سابقاً جنسية المملكة المتحدة لبريطانيا العظمى وأيرلندا). لعب مع نادي مقاطعة غلوستر للكريكت ‏.

## وصلات خارجية
- جيرالد براون على موقع إي آس بي آن كريك إنفو (الإنجليزية)